# Četvrti rajh
Četvrti rajh je pojam koji opisuje poredak ili „carstvo“ koje dolazi posle Trećeg rajha.

## Upotreba u vreme nacizma
Za vreme nacionalsocijalizma se ovaj pojam pojavljivao u političkim vicevima. Njime je ismejavana nacionalsocijalistička predstava večnog vladanja (samoobeležena kao „hiljadugodišnje carstvo“). Ovo je kasnije, po nalogu nacističke propagande, dovelo do zabrane korištenja pojma treći rajh.

## Upotreba danas
U današnjoj političkoj diskusiji se pojmom četvrti rajh koristi moguća renesansa Nacionalsocijalizma – zavisno od političke pozicije kao utopija ili distopija.
Kritičari antiterorističkog pokreta upotrebljavajui ovaj pojam kao sinonim policijske države u kojoj je narod kontrolisan propagandom masovnih medija. Tako na primer, nemačka pank grupa Slim, situaciju u Nemačkoj početkom 80-ih godina 20. veka, označava rečima „Nije tako daleko do četvrtog rajha“.

## Ostalo
- Nemački pesnik Peter Paul Althaus (Peter Paul Althaus) je objavio zbirku pesama pod nazivom Četvrti rajh (nepovezano sa političkim značenjem tog pojma).
- Američki kontroverzni novinar i autor Aleks Džons (Alexander Emerick Jones) u svojoj provokantnoj reportaži Martial Law tvrdi, da je uspostavljanje četrvtog rajha putem suptilne i precizne suspenzije i promene zakona, globalno već odavno počelo.

## Bibliografija
- Vidojević, Milan Dosije Omega: Novi svetski poredak kao novi satanizam (IP "Metaphysica", Belgrade)
- Vidojević, Milan Četvrti rajh: Amerika kao novi Rajh (IP "Metaphysica", Belgrade)